# Huta Kalna
Huta Kalna (Duits: Hütte) is een dorp in de Poolse woiwodschap Pommeren. De plaats maakt deel uit van de gemeente Czarna Woda en telt 200 inwoners.